# シャフルフ・ガダーエフ
シャフルフ・ガダーエフ (ラテン文字:Shohruh Gadoev、ウズベク語: Shoxruh Gadoev / Шохрух Гадоев、1991年12月31日- ) は、ウズベキスタン・カシュカダリヤ州カサン出身のプロサッカー選手である。ポジションはMF。FC AGMKに所属している。
Kリーグ時代の登録名はガドエフ（ハングル: 가도에프）。
2009年よりナサフ・カルシのユースチームに所属、2012年にトップチームに昇格しシーズンを通して15試合に出場した。また、同年にサッカーウズベキスタン代表にも選出された。2013年3月22日、AFCアジアカップ2015予選のアラブ首長国連邦戦において代表初得点を挙げた。2014 FIFAワールドカップ・アジア予選には4次予選3試合に出場している。